# Vladimir Alikin
Vladimir Alikin (n. 20 decembrie 1957, Novoilinski⁠(d), Nytvensky District⁠(d), RSFS Rusă, URSS) este un biatlonist ce a reprezentat Uniunea Sovietică, medaliat olimpic. A participat la o ediție a Jocurilor Olimpice (1980) în care a câștigat o medalie de aur și o medalie de argint.